# Ратуша (Чечерск)
Чечерская ратуша (бел. Чачэрская ратуша) — памятник архитектуры классицизма с элементами русской псевдоготики в городе Чечерске Гомельской области Беларуси. Построена во второй половине XVIII века в центре города.

## История
В 1774 году Екатерина II подарила Чечерск русскому полководцу, генерал-губернатору графу З. Г. Чернышёву. Граф создал симметричный архитектурный ансамбль: каменная ратуша, вокруг неё на одинаковом расстоянии в несколько кварталов выстроены четыре храма: три церкви и костел (сохранилась только Преображенская церковь).

## Архитектура

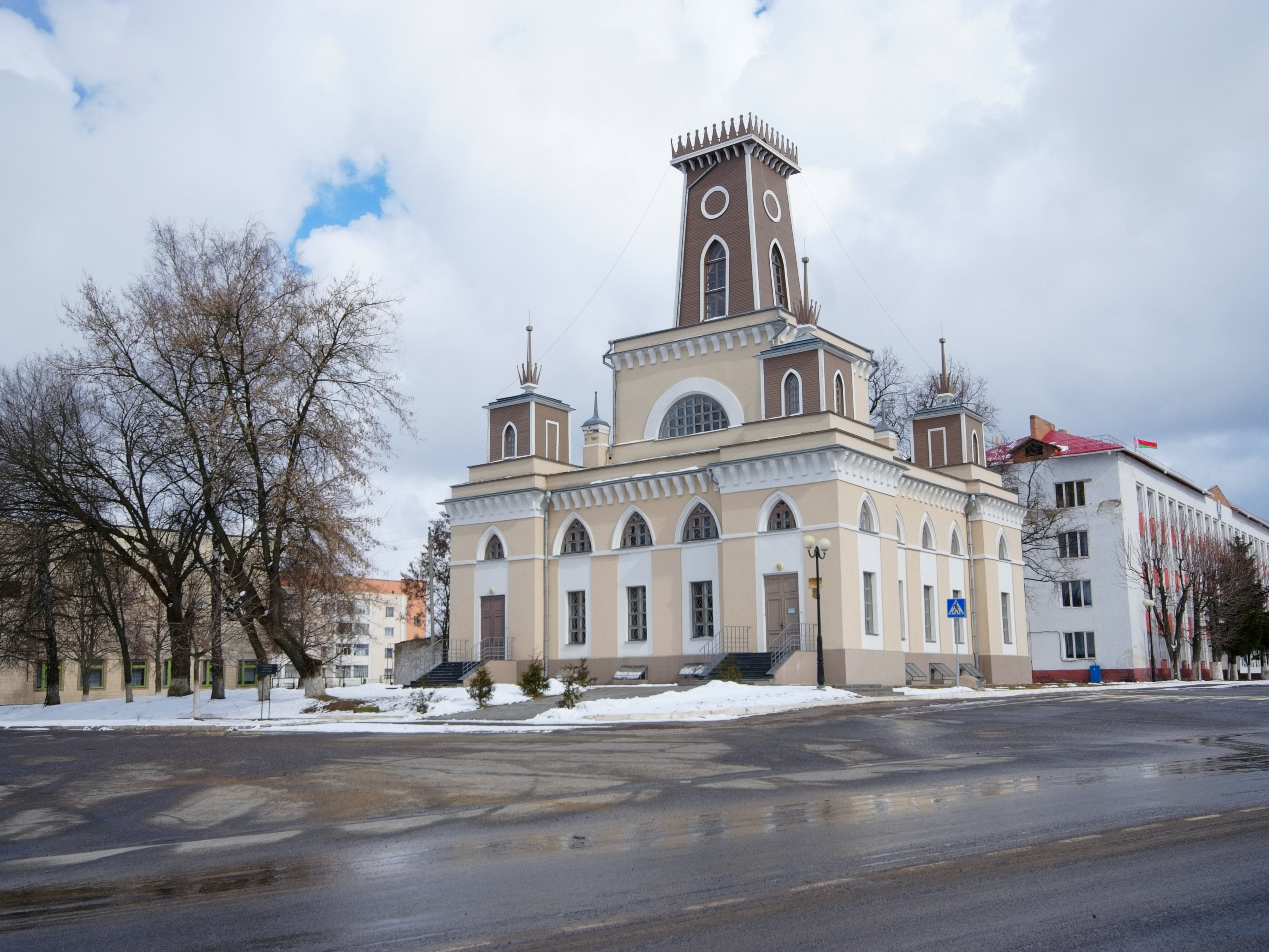

Каменное двухэтажное прямоугольное и центрическое здание, завершённое пятью деревянными четвериковыми башнями; четыре из них расположены по углам основного объёма и увенчаны шпилями, пятая (более высокая и суженная вверху) — посередине на массивном четвериковом барабане. Оконные проемы прямоугольные со стрельчатым арочным завершением. Карниз с фигурными кронштейнами. По бокам главного фасада два входа, к каждому входу ведёт монументальная каменная лестница.
Несмотря на симметрию и применение простых геометрических объемов, в отделке использованы характерные для готики стрельчатые очертания проемов и фигурные кронштейны, напоминающие машикули. Суровость классицизма в этом здании разбавлена более разнообразными архитектурными деталями.
Отреставрирована в 2003 году.
В сентябре 2004 года в здании ратуши открылся Чечерский историко-этнографический музей.

## В филателии и нумизматике
16 ноября 2001 года выпущена в обращение почтовая марка "Чечерская ратуша".